# Asienmesterskabet i håndbold 2004 (mænd)
Asienmesterskabet i håndbold for mænd 2004 var det 11. asiatiske mesterskab i håndbold for mænd, og turneringen blev afviklet i Doha, Qatar i perioden 12. – 21. februar 2004 med deltagelse af ni hold.
Mesterskabet blev vundet af Kuwait, som i finalen vandt 28-24 over Japan. Det var anden gang at træk at Kuwait blev Asienmestre for mænd og tredje gang i alt. Bronzemedaljerne blev vundet af værtslandet Qatar, som besejrede Bahrain i bronzekampen med 27-26. Det var anden gang i træk, at holdet fra Qatar vandt medaljer – i 2002 vandt holdet sølv.
Ud over mesterskabet spillede holdene endvidere om de tre ledige asiatiske pladser ved VM-slutrunden i håndbold 2005. De tre VM-pladser gik til de tre medaljevindere: Kuwait, Japan og Qatar.

## Resultater

### Indledende runde

#### Gruppe A
| Dato  | Kamp           | Res.  |
| ----- | -------------- | ----- |
| 12.2. | Iran - FAE     | 22-28 |
| 12.2. | Kuwait - Japan | 26-23 |
| 13.2. | Japan - Oman   | 27-21 |
| 14.2. | Kuwait - FAE   | 30-24 |
| 14.2. | Iran - Oman    | 33-20 |
| 15.2. | Japan - FAE    | 35-23 |
| 16.2. | Kuwait - Oman  | 39-19 |
| 16.2. | Iran - Japan   | 21-28 |
| 17.2. | FAE - Oman     | 31-20 |
| 17.2. | Kuwait - Iran  | 35-27 |

| Hold                  | Kampe | Mål     | Point |
| --------------------- | ----- | ------- | ----- |
| Kuwait                | 4     | 130-093 | 8     |
| Japan                 | 4     | 113-091 | 6     |
| Foren. Arab. Emirater | 4     | 106-107 | 4     |
| Iran                  | 4     | 103-111 | 2     |
| Oman                  | 4     | 080-130 | 0     |

#### Gruppe B
| Dato  | Kamp                    | Res.  |
| ----- | ----------------------- | ----- |
| 12.2. | Qatar - Jordan          | 27-19 |
| 13.2. | Saudi-Arabien - Bahrain | 18-20 |
| 14.2. | Saudi-Arabien - Jordan  | 30-23 |
| 15.2. | Qatar - Bahrain         | 27-24 |
| 16.2. | Saudi-Arabien - Qatar   | 21-24 |
| 17.2. | Bahrain - Jordan        | 28-21 |

| Hold          | Kampe | Mål   | Point |
| ------------- | ----- | ----- | ----- |
| Qatar         | 3     | 78-64 | 6     |
| Bahrain       | 3     | 72-66 | 4     |
| Saudi-Arabien | 3     | 69-67 | 2     |
| Jordan        | 3     | 63-85 | 0     |

### Placeringskampe
| Dato               | Kamp                | Res.  |
| ------------------ | ------------------- | ----- |
| Kamp om 7.-pladsen |                     |       |
| 20.2.              | Iran - Jordan       | 28-27 |
| Kamp om 5.-pladsen |                     |       |
| 20.2.              | FAE - Saudi-Arabien | 25-29 |

### Semifinaler, bronzekamp og finale
| Dato        | Kamp             | Res.  |
| ----------- | ---------------- | ----- |
| Semifinaler |                  |       |
| 19.2.       | Kuwait - Bahrain | 29-21 |
| 19.2.       | Qatar - Japan    | 23-27 |
| Bronzekamp  |                  |       |
| 21.2.       | Bahrain - Qatar  | 26-27 |
| Finale      |                  |       |
| 21.2.       | Kuwait - Japan   | 28-24 |

### Samlet rangering
| Plac.  | Hold                  |
| ------ | --------------------- |
| Guld   | Kuwait                |
| Sølv   | Japan                 |
| Bronze | Qatar                 |
| 4.     | Bahrain               |
| 5.     | Saudi-Arabien         |
| 6.     | Foren. Arab. Emirater |
| 7.     | Iran                  |
| 8.     | Jordan                |
| 9.     | Oman                  |